# Katharina Brichetti
Katharina Brichetti (* 1968 in Düsseldorf) ist eine deutsche Bauhistorikerin, Architektin und Hochschullehrerin, die unter dem Pseudonym Catarina Chietti auch als Künstlerin, vor allem auf dem Gebiet der Ölmalerei, tätig ist.

## Werdegang
Brichetti absolvierte ein Studium an der Hamburger Hochschule für Bildende Künste. Von 1991 bis 2000 arbeitete sie als Architektin in Hamburg und Berlin. 2001 promovierte sie an der Universität Kaiserslautern (Von Boullée bis Rossi). Seit 2003 lehrt sie Bau- und Stadtgeschichte an der Technischen Universität Berlin. Im Jahre 2010 habilitierte sie mit der Arbeit Die Paradoxie des postmodernen Historismus.  Sie lehrt als Privatdozentin an der Technischen Universität Berlin Bau- und Stadtgeschichte.

## Leistungen
Brichetti hat sich in Veröffentlichungen mit den Themen Stadtumbau, Städtebauliche Denkmalpflege und Stadtpolitik auseinandergesetzt. Ein weiteres Arbeitsfeld ist ihr Bemühen, neuere kognitionswissenschaftliche Ansätze des „Embodied Mind“ für die Ästhetik von Architektur und Städtebau fruchtbar zu machen. Es geht dabei um leiblich-räumliche bzw. szenische Wahrnehmung und Imagination von unterschiedlichen Baustilen.